# Чемпионат Европы по русским шашкам среди женщин 2025
Чемпионат Европы по русским шашкам среди женщин 2025 года проходил с 12 по 19 апреля в Кемере (Турция). Одновременно проходил чемпионат Европы среди мужчин. Призовой фонд обоих чемпионатов 25 000 $. В основной программе участие принимали 18 спортсменок из 7 стран.
В основной программе и блице соревнования пройдут по русским шашкам, а в формате быстрые шашки по бразильским шашкам.
Все соревнования проводятся по смешанной программе в два этапа - предварительный этап и финальный.
Соревнования в основной программе проводятся в два этапа. Первый этап - швейцарская система в 7 туров, каждый тур представляет собой микро-матч из двух партий. На втором этапе 8 лучших спортсменок разыграют в четвертьфинале (пары 1-8, 2-7, 3-6, 4-5), полуфинале и финале титулы чемпионов Европы, играя по 2 микро-матча. Победителем станет спортсменка, победившая по итогам двух микро-матчей. Участницы, занявшие 9 место и ниже, сыграют два дополнительных тура по швейцарской системе. В финальный этап в каждой дисциплине допускаются не более трех игроков от одной страны. В случае равенства очков у двух и более участниц места на предварительных этапах определяются по следующим критериям:
- сумма очков, набранных всеми соперниками (коэффициент Бухгольца)
- сумма очков, набранных соперниками, без учета наименьшего результата (усеченный

коэффициент Солкофа), без учета 2-х наименьших результатов, 3-х наименьших результатов, и
т.д.
- матч до первой победы с укороченным контролем времени: в дисциплине молниеносная игра - 3’+2” до конца партии каждой участнице, в дисциплинах классическая и быстрая игра 5’+3” до конца партии каждой участнице.

## Основная программа
Контроль времени — 30 минут + 15 секунд за ход.

### Предварительный этап
| Место | Участник                | Страна   | Звание | Рейтинг | Очки | Коэфф. Бухгольца | Усеч. коэфф. Солкофа |
| ----- | ----------------------- | -------- | ------ | ------- | ---- | ---------------- | -------------------- |
| 1     | Сандаара Апросимова     | Россия   | WIM    | 2262    | 12   | 51               |                      |
| 2     | Жанна Саршаева          | Россия   | WIGM   | 2394    | 10   | 58               |                      |
| 3     | Нарыйаана Сергеева      | Россия   | WFM    | 2179    | 9    | 57               |                      |
| 4     | Виктория Николаева      | Беларусь | WIGM   | 2389    | 9    | 49               |                      |
| 5     | Альбина Колодезникова   | Россия   |        | 2017    | 8    | 54               |                      |
| 6     | Евгения Швед            | Беларусь | WFM    | 2205    | 8    | 49               |                      |
| 7     | Софья Орлова            | Россия   | WIM    | 2272    | 8    | 44               |                      |
| 8     | Кристина Ватолина       | Россия   | WFM    | 2210    | 8    | 42               |                      |
| 9     | Юлия Никанорова         | Россия   | WFM    | 2145    | 7    | 59               | 38(-3)               |
| 10    | Мария Таранина          | Беларусь | WIM    | 2237    | 7    | 59               | 37(-3)               |
| 11    | Полина Петрусёва        | Беларусь | WIM    | 2200    | 7    | 55               |                      |
| 12    | Анастасия Архангельская | Россия   | WIM    | 2219    | 7    | 50               |                      |
| 13    | Елена Сковитина         | Молдова  | WGM    | 2234    | 7    | 47               |                      |
| 14    | Дарья Федорович         | Турция   | WIGM   | 2271    | 7    | 40               |                      |
| 15    | Полина Пушкина          | Болгария | WFM    | 2089    | 5    | 43               |                      |
| 16    | Эмма Саврас             | Беларусь | WIM    | 2234    | 5    | 42               |                      |
| 17    | Лидия Фризен            | Германия |        | 1959    | 1    | 42               |                      |
| 18    | Кристина Драгунер       | Венгрия  |        | 2000    | 1    | 41               |                      |

- WIGM - международный гроссмейстер среди женщин, WIN - международный мастер среди женщин, WFM - мастер IDF среди женщин.

### Четвертьфинал
Сандаара Апросимова —  Дарья Федорович 2—0
 Жанна Саршаева —  Елена Сковитина 1—1
 Нарыйаана Сергеева —  Мария Таранина 0—2
 Виктория Николаева —  Евгения Швед 2—0

### Полуфинал
Сандаара Апросимова —  Мария Таранина 2—0
 Жанна Саршаева —  Виктория Николаева 1—1
 Нарыйаана Сергеева —  Дарья Федорович 1—1
 Евгения Швед —  Елена Сковитина 2—0

### Финал
Матч за 1-е место
 Сандаара Апросимова —  Жанна Саршаева 2—0
Матч за 3-е место
 Виктория Николаева —  Мария Таранина 1—1
Матч за 5-е место
 Евгения Швед —  Нарыйаана Сергеева 1—1
Матч за 7-е место
 Елена Сковитина —  Дарья Федорович 1—1

## Итоговое положение
| Место | Участник            |
| ----- | ------------------- |
| 1     | Сандаара Апросимова |
| 2     | Жанна Саршаева      |
| 3     | Виктория Николаева  |
| 4     | Мария Таранина      |
| 5     | Евгения Швед        |
| 6     | Нарыйаана Сергеева  |
| 7     | Елена Сковитина     |
| 8     | Дарья Федорович     |

| Место | Участник                | Страна   | Звание | Рейтинг | Очки | Коэфф. Бухгольца |
| ----- | ----------------------- | -------- | ------ | ------- | ---- | ---------------- |
| 9     | Альбина Колодезникова   | Россия   |        | 2017    | 12   | 87               |
| 10    | Анастасия Архангельская | Россия   | WIM    | 2219    | 11   | 72               |
| 11    | Кристина Ватолина       | Россия   | WFM    | 2210    | 11   | 67               |
| 12    | Юлия Никанорова         | Россия   | WFM    | 2145    | 10   | 88               |
| 13    | Софья Орлова            | Россия   | WIM    | 2272    | 10   | 76               |
| 14    | Полина Петрусёва        | Беларусь | WIM    | 2200    | 9    | 85               |
| 15    | Эмма Саврас             | Беларусь | WIM    | 2234    | 7    | 86               |
| 16    | Полина Пушкина          | Болгария | WFM    | 2089    | 5    | 82               |
| 17    | Лидия Фризен            | Германия |        | 1959    | 1    | 78               |
| 18    | Кристина Драгунер       | Венгрия  |        | 2000    | 1    | 73               |

## Быстрые шашки
Соревнования проводятся по бразильской версии шашек. Контроль времени — 7 минут + 3 секунды за ход. Проводятся в два этапа. Первый этап - швейцарская система в 7 туров, каждый тур представляет собой микро-матч из двух партий. На втором этапе 8 лучших спортсменок разыграют в четвертьфинале (пары 1-8, 2-7, 3-6, 4-5), полуфинале и финале титулы чемпионов Европы, играя по 1 микро-матчу. В финальном этапе учитываются очки, набранные в финальных играх и на предварительном этапе.
Победителем в четвертьфинале станет спортсменка, победившая по итогам микро-матча.  В случае ничьей победителем становится участница, набравшая большее количество очков в четвертьфинале и на предварительном этапе, а в случае их равенства, занявшая более высокое
место на предварительном этапе. В финальный этап в каждой дисциплине допускаются не более трех игроков от одной страны.

### Четвертьфинал
Виктория Николаева —  Дарья Федорович 2—0
 Сандаара Апросимова —  Мария Таранина 2—0
 Жанна Саршаева —  Алёна Большакова 2—0
 Евгения Швед —  Елена Сковитина 2—0

### Полуфинал
Виктория Николаева —  Евгения Швед 1—1
 Сандаара Апросимова —  Жанна Саршаева 2—0
 Елена Сковитина —  Дарья Федорович 2—0
 Алёна Большакова —  Мария Таранина 0—2

### Финал
Матч за 1-е место
 Виктория Николаева —  Сандаара Апросимова 2—0
Матч за 3-е место
 Жанна Саршаева —  Евгения Швед 1—1
Матч за 5-е место
 Елена Сковитина —  Мария Таранина 1—1
Матч за 7-е место
 Алёна Большакова —  Дарья Федорович 1—1

## Итоговое положение
| Место | Участница               |
| ----- | ----------------------- |
| 1     | Виктория Николаева      |
| 2     | Сандаара Апросимова     |
| 3     | Жанна Саршаева          |
| 4     | Евгения Швед            |
| 5     | Елена Сковитина         |
| 6     | Мария Таранина          |
| 7     | Алёна Большакова        |
| 8     | Дарья Федорович         |
| 9     | Анастасия Архангельская |
| 10    | Полина Петрусёва        |
| 11    | Тунаара Фёдорова        |
| 12    | Кристина Ватолина       |
| 13    | Юлия Никанорова         |
| 14    | Нарыйаана Сергеева      |
| 15    | Полина Пушкина          |
| 16    | Эмма Саврас             |
| 17    | Кристина Драгунер       |
| 18    | Лидия Фризен            |
| 19    | Полина Пууманн          |
| 20    | Барбара Барбакадзе      |

## Блиц
Контроль времени — 3 минуты + 2 секунды за ход. Соревнования проводятся в два этапа. Первый этап - швейцарская система в 7 туров, каждый тур представляет собой микро-матч из двух партий. На втором этапе 8 лучших спортсменок разыграют в четвертьфинале (пары 1-8, 2-7, 3-6, 4-5), полуфинале и финале титулы чемпионов Европы, играя по 1 микро-матчу. В финальном этапе учитываются очки, набранные в финальных играх и на предварительном этапе.
Победителем в четвертьфинале станет спортсменка, победившая по итогам микро-матча.  В случае ничьей победителем становится участница, набравший большее количество очков в четвертьфинале и на предварительном этапе, а в случае их равенства, занявшая более высокое
место на предварительном этапе. В финальный этап в каждой дисциплине допускаются не более трех игроков от одной страны.

## Итоговое положение
| Место | Участница               |
| ----- | ----------------------- |
| 1     | Тунаара Фёдорова        |
| 2     | Елена Сковитина         |
| 3     | Полина Петрусёва        |
| 4     | Евгения Швед            |
| 5     | Сандаара Апросимова     |
| 6     | Кристина Ватолина       |
| 7     | Мария Таранина          |
| 8     | Дарья Федорович         |
| 9     | Виктория Николаева      |
| 10    | Нарыйаана Сергеева      |
| 11    | Алёна Большакова        |
| 12    | Жанна Саршаева          |
| 13    | Юлия Никанорова         |
| 14    | Эмма Саврас             |
| 15    | Светлана Стрельцова     |
| 16    | Ника Леопольдова        |
| 17    | Анастасия Архангельская |
| 18    | Полина Пушкина          |
| 19    | Лидия Фризен            |
| 20    | Полина Пууманн          |
| 21    | Кристина Драгунер       |
| 22    | Барбара Барбакадзе      |